# Igazságügyi Megfigyelő és Elmegyógyító Intézet
Az Igazságügyi Megfigyelő és Elmegyógyító Intézetet (rövidítése: IMEI) 1896-ban alapították. A létesítmény a Budapesti Fegyház és Börtön területén működik, amely 1894 és 1896 között épült Wagner Gyula tervei alapján.
Alapvetően a kényszergyógykezelés végrehajtására hozták létre. Az intézet speciális egészségügyi tevékenységet végez, melyben sajátosan ötvöződik a klasszikus pszichiátriai gyógykezelés és a büntetés-végrehajtási tevékenység. Kezdetben 70 ággyal kezdte meg működését, napjainkban már 311 fő befogadására képes.

## Elnevezésének változásai
- 1896–1906 Letartóztatottak és Elítéltek Országos Megfigyelő és Elmegyógyító Intézete
- 1906–1950 Igazságügyi Országos Megfigyelő és Elmegyógyító Intézet
- 1950–1961 Elmebetegek Biztonsági Intézete
- 1961–1978 Országos Igazságügyi Megfigyelő és Elmegyógyító Intézet
- 1978–     Igazságügyi Megfigyelő és Elmegyógyító Intézet

## Vezetői
- 1896–1908 – Moravcsik Ernő Emil – igazgató (egyetemi tanár), az elmekórtan professzora
- 1908–1935 – id. Németh Ödön egyetemi tanár – igazgató
- 1935–1949 – vit. Szecsődy Imre – igazgató, Dr Sombor József o. alezredes –  igazgató
- 1949–1968 – ifj. Németh Ödön – igazgató
- 1968–1979 – Dr. Marton György – igazgató
- 1979–1982 – Dr. Magyar Miklós – igazgató
- 1982–1999 – Dr. Csicsay Claudius Iván bv. o. alezredes

1999–2015 – Dr. Antal Albert Phd – főigazgató főorvos
- 2016–2020 – Dr. Hamula János – főigazgató főorvos
- 2020–2022 – Kurusa János bv. alezredes – főigazgató
- 2022–2023 – Kollár Roland bv. ezredes – főigazgató
- 2023–2024 – Matos Máté bv. alezredes – mb. főigazgató
- 2024–     Dr. Kiss-Diófalvi Katalin bv. o. alezredes – mb. főigazgató

## Története
Az első magyar büntető törvénykönyv – melyet kodifikátoráról, Csemegi Károlyról Csemegi-Kódexnek neveztek el – az 1878 évi V. törvénycikként került be az Országos Törvénytárba, és 1880. szeptember 1-jén lépett hatályba. Csemegi Károly a kódex elkészítésekor figyelembe vette a belga és olasz javaslatokat, korának kriminológiai kutatásait, és ezek indították arra, hogy az elmebeteg bűnözők más elbírálás alá kerüljenek, mint az épelméjű bűnelkövetők. Ezen a mai kényszergyógykezelteknek megfelelő elkövetői körön kívül jelen voltak még a büntetőeljárásban az ún. kétes elmeállapotú előzetesen letartóztatottak és vizsgálati foglyok, valamint a jogerősen szabadságvesztésre ítéltek, akiken az elmebetegség jelei mutatkoztak, és ápolásra, gyógykezelésre szorultak.
A Budapesti Királyi Törvényszék lőportár dűlői fogháza mellett (a mai Budapesti Fegyház és Börtön területén) 1896-ban kezdte meg a működését. A Királyi Országos Gyűjtőfogház mellett egy elmebeteg-megfigyelő osztályt is felállítottak, mely Letartóztatottak és Elítéltek Országos Megfigyelő és Elmegyógyító Intézete néven önálló intézményként működött a 60789/1896. sz. igazságügyi miniszteri rendelet alapján.
Az 1896-ban létesített Igazságügyi Megfigyelő és Elmegyógyító Intézet (IMEI) első igazgatója Moravcsik Ernő Emil volt, az intézet megnyitásától 1908-ig vezette az intézetet. Ezt követően tanítványa, Németh Ödön vette át az intézet irányítását, másik tanítványával egyetemben. Fő érdeklődési körük a fogsági elmezavar, valamint a lombrosói alapelvek szerinti anatómiai vizsgálat volt. 
Az 1961. évi V. törvény, a Csemegi-kódexet felváltó büntető törvénykönyv új feladatot adott az intézetnek az addig meglévők mellé, de egyben törölte a biztonsági őrizetet. A kényszergyógykezelés elrendeléséről a bíróság határozott. A kényszergyógykezelést az erre a célra szolgáló külön egészségügyi intézetben, az Országos Igazságügyi Megfigyelő és Elmegyógyító Intézetben kellett végrehajtani. A kényszergyógykezelés létrejötte az addig alacsony szintű telítettséget többszörösre emelte, az intézetben jelentősen megnövekedett a beteglétszám, ezért a zsúfoltság elkerülése miatt szükséges volt egy kihelyezett osztály létesítése is Márianosztrán. Az 1978. évi V. törvény nem hozott létre új feladatokat az intézet számára. 1982-ben a Márianosztrára kihelyezett osztály megszűnt.
Az intézet szervezeti önállóságát és működését az 5/1974. (VI. 16.) IM. Rendelet szabályozta. A szervezeti és működési szabályzat a 110/1975. (IK. 8.) IM-utasítás alapján került kiadásra. A szervezeti önállóság feltételei azonban még sokáig hiányoztak. A működés során fokozatosan tisztázódtak és bővültek azok a területek, ahol az intézet önállósága indokolt volt, más területen megmaradt a közös ügyintézés és együttműködés a Budapesti Fegyház és Börtönnel.

## Fekvése
Az IMEI a Budapesti Fegyház és Börtön területén belül helyezkedik el. Címe: 1108 Budapest, Kozma u. 13.

## Feladatai
- A büntetés-végrehajtási intézetekben fogvatartottak ideg- és elmegyógyászati ellátása;
- A kényszergyógykezelésre, az előzetes kényszergyógykezelésre utalt betegek és a szabadságvesztés végrehajtása alatt elmebeteggé vált elítéltek gyógykezelése;
- Az előzetes letartóztatottak elmeállapotának megfigyelése;
- Az előzetes letartóztatás végrehajtása;
- A kényszergyógyításra utalt, korlátozott beszámítási képességű, valamint a személyiségzavarban szenvedő fogvatartottak központi kivizsgálása és gyógyítása;
- A munkaterápiás rehabilitációs tevékenység ellátása.

## Felépítése

### I. épület
Az I. épület két pszichiátriai rehabilitációs osztályán a kényszergyógykezelésre, előzetes kényszergyógykezelésre utalt férfi és női betegek, valamint a kóros elmeállapotú elítéltek gyógykezelését végzik.

### II. épület
A II. épület ad helyet a büntetés-végrehajtási intézetekben fogvatartottak pszichiátriai és neurológiai kivizsgálására és ellátására, az előzetes letartóztatottak elmeállapotának megfigyelésére, a korlátozott beszámítási képességű, valamint a személyiségzavarban szenvedő fogvatartottak kivizsgálására és gyógyítására. 

### III. épület
A III. épületben kizárólag azokat a betegeket helyezik el, akiket kényszergyógykezelésre utaltak.